# 中井敏郎
中井 敏郎（なかい としろう、1944年10月20日 - 2024年12月11日）は、日本の実業家、東亜薬品株式会社代表取締役会長。一般社団法人富山県薬業連合会前会長。

## 人物・経歴
1944年10月20日生まれ。富山県富山市総曲輪出身。立教高校、立教大学法学部卒業。家業である東亜薬品を継ぐために帰富し入社。1987年7月、社長就任。1994年4月、日東メディック株式会社を設立。2004年から2013年まで富山商工会議所副会頭を務める。2020年8月に社長の座を長男の中井淳に譲り会長に就任。この間、富山県薬業連合会会長を2011年から2024年まで務め、「薬都富山」をけん引。2024年には秋の叙勲で旭日双光章を受章した。
2024年12月11日、療養先の富山県立中央病院にて死去。80歳没。